# Direction de la sécurité politique (Syrie)
La Direction de la sécurité politique (en arabe : إدارة الأمن السياسي, Idarat al-Amn al-Siyasi) est un ancien service de renseignement de la Syrie actif durant la période Baasiste. Le service est actif contre l'opposition et participe à la gestion des centres de détention. Il prend part activement à la répression violente du soulèvement révolutionnaire commencé au printemps 2011, et plusieurs de ses responsables sont placés sous sanctions internationales.
Le service de la Direction de la sécurité politique est divisé en un département de sécurité intérieure et un département de sécurité extérieure. Il surveille notamment l'expression de l'opposition et de la dissidence politique, les partis politiques enregistrés et tous les médias du pays. 
Le service est dissous à la chute du régime Assad. 

## Historique et dirigeants
De 1987 à 2002, le chef de la Direction de la sécurité politique est Adnan Badr Hassan, un syrien de confession alaouite originaire d'al-Mukharram, près de Homs,,,. Hassan est, remplacé en 2002 par Ghazi Kanaan, remplacé en 2004 par Muhammad Mansoura,,. En 2011, c'est Mohammed Dib Zaitoun, un syrien de confession alaouite, qui dirige le service ; il est placé sous sanctions européennes. En 2012, il est remplacé par Rustum Ghazali, puis par Nasser al-Ali en 2015, après la mort de Ghazali. Ce dernier est également placé sous sanctions internationales.
Après la chute du régime Assad, tous les services de renseignement syriens, dont la Direction de la sécurité politique, sont dissous par le gouvernement de transition mené par Ahmed al-Charaa.

### Chefs de la direction de la sécurité politique
- Ahmad Sa'id Salih (passé - 1987)
- Adnan Badr Hassan (1987 - 2002)
- Ghazi Kanaan (2002 - 2004)
- Muhammad Mansoura (2004 - 2009)
- Mohammed Dib Zaitoun (2009 - juillet 2012),
- Rustum Ghazali (juillet 2012 - avril 2015)
- Nasser Ali (avril 2015 - 2017)
- Mohammad al-Rahmoun (2017 - novembre 2018)[19]
- Husam (Muhammad) Louka (novembre 2018 - juillet 2019)[19]

#### Directeurs de branches
Chef de la section des enquêtes : général de brigade Makhmoud al-Khattib (2011).
Chef de la division des opérations : général de brigade Mohamed Heikmat Ibrahim (2011).

### Chefs régionaux de la direction de la sécurité politique
Le chef du Service de la sécurité politique de chaque gouvernorat est considéré comme le premier responsable de la sécurité de ce gouvernorat après le gouverneur.
- Branche de Deraa : Atef Najib (2011), l'Union européenne le place sous sanctions internationales pour « être responsable de la violence contre les manifestants à Daraa pendant le soulèvement syrien »[21]. Il est remplacé par le général de brigade Nasser al-Ali[22].

### Autres services de renseignement syriens
- Direction générale de la Sécurité, Idarat al-Amn al-Amm
- Service de renseignement de l'armée de l'air
- Shu'bat al-Mukhabarat al-'Askariyya, Direction de l'Intelligence militaire

### Divers
- Services de renseignement syriens
- Prisons et centres de détention en Syrie